# Вільянуева-де-ла-Сьєрра
Вільянуева-де-ла-Сьєрра (ісп. Villanueva de la Sierra) — муніципалітет в Іспанії, у складі автономної спільноти Естремадура, у провінції Касерес. Населення — 490 осіб (2010).
Муніципалітет розташований на відстані близько 230 км на захід від Мадрида, 80 км на північ від Касереса.

## Демографія
Динаміка населення (INE ):

## Галерея зображень

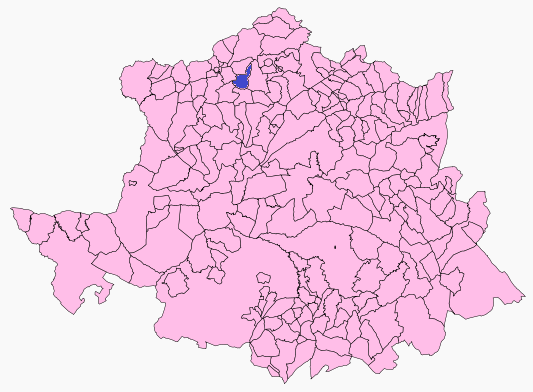
Розташування муніципалітету у провінції Касерес
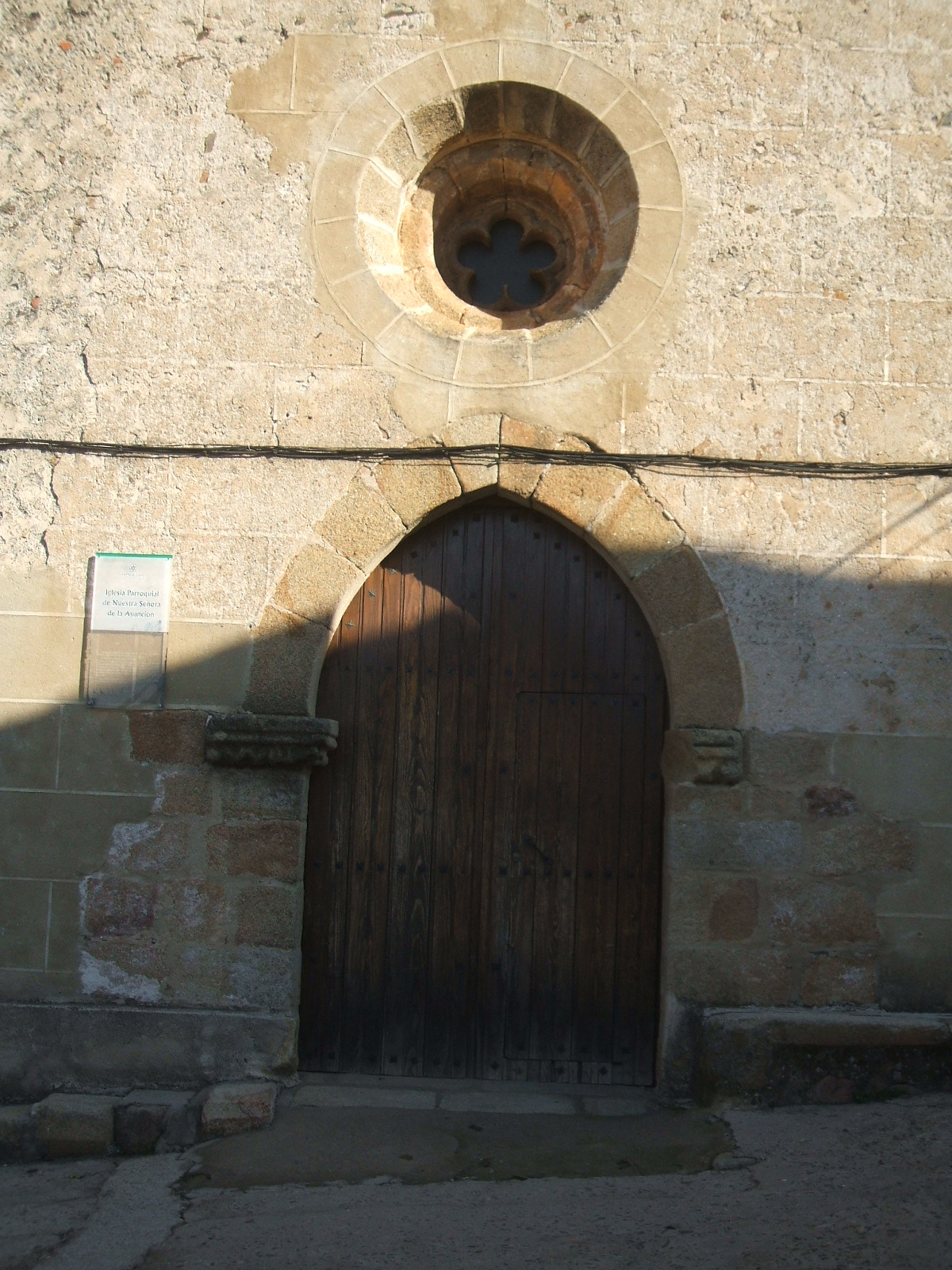
Головний вхід церкви
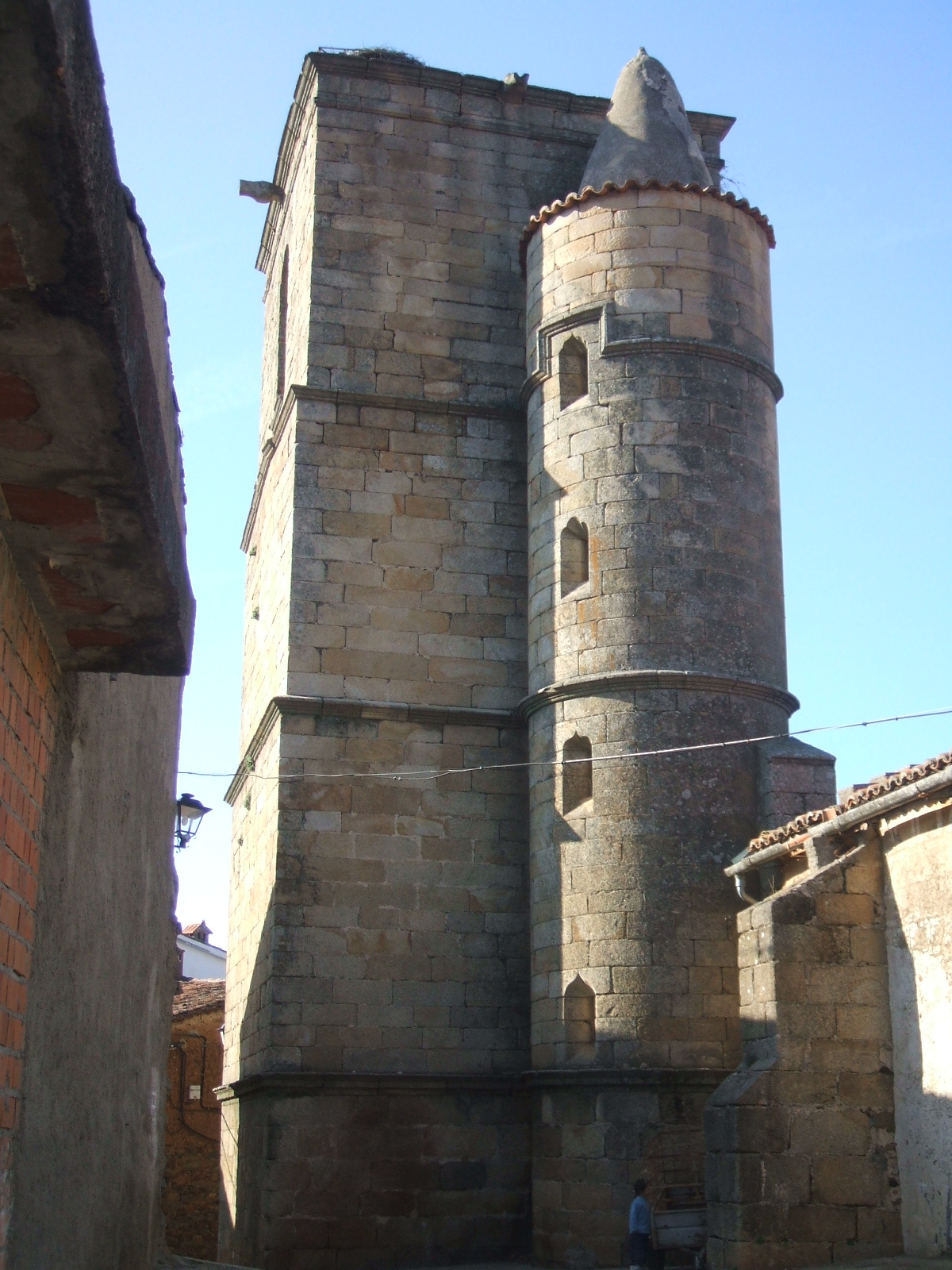
Дзвіниця